# Orphnus mandibularis
Orphnus mandibularis är en skalbaggsart som beskrevs av Lansberge 1886. Orphnus mandibularis ingår i släktet Orphnus och familjen Orphnidae. Inga underarter finns listade i Catalogue of Life.